# Joan Mallarach i Font
Joan Mallarach i Font (Sant Pere Pescador, Alt Empordà, 1948) és un guionista i director de cinema català.

## Biografia
El 1971 va començar estudis de cinema a la Universitat de París VIII, però el 1973 els deixà per passar a la Deutsche Film und Fernsehen Akademie (DFFB) de Berlín, on acabà els estudis el 1978. Allí va realitzar amb Lluís Garay els migmetratges documentals Alborada (1975) sobre el món obrer i l'emigració des de la Segona República fins al final del franquisme, Del Yugo y del Canto (homenatge a Miguel Hernández, 1977) i Fang de terrissa (1979).
El 1981 va tornar a Barcelona i va treballar com a operador, muntador i guionista a series de televisió per TVE Catalunya, curtmetratges, publicitat i treballs industrials, en els quals mostra el seu interès per la cultura popular i la seva preservació documental. El 1985 va realitzar el guió del llargmetratge Karnabal de Carles Mira i el 1987 el vídeo Papirustòria, amb el qual va rebre el premi al millor director de vídeo als VI Premis de Cinematografia de la Generalitat de Catalunya. El 1991 va realitzar el vídeo Teatre de la memòria pel Teatre-Museu Dalí, va rebre el premi del Festival de Vídeo de Llívia-Estavar i un Laus de bronze del FAD.
Entre el 1995 i el 1998 treballà amb Tomàs Mallol i Deulofeu al projecte Museu del Cinema-Col·lecció Tomàs Mallol i el 2004 hi fou el comissari de l'Exposició Dalí. També ha treballat com a realitzador d'audiovisuals a l'Exposició Universal de Sevilla de 1992, a l'Exposició Universal de Hannover de 2000 i al museu de Santillana del Mar de rèplica de les coves d'Altamira (2001).

## Filmografia
- Alborada (migmetratge, 1975)
- Del Yugo y del Canto (migmetratge, 1977)
- Fang de terrissa (migmetratge, 1979)
- L'eugassada (curtmetratge, 1982)
- L'armari dels set calaixos (sèrie de televisió, 1986, 13 capítols)
- Botigues i botiguers (sèrie de televisió, 1988, 6 capítols)
- Papirustòria (vídeo, 1987)
- El Cine Nic (vídeo, 1989)
- Música secreta (telefilm, 2007)
- Jo, el desconegut (telefilm, 2007)